# حسن النمر
حسن النمر (1964-)، من أبرز علماء الدين الشيعة في المملكة العربية السعودية، له العديد من المؤلفات والمقالات المنشورة في عدد من الصحف والمجلات الثقافية، وهو إمام وخطيب مسجد الحمزة بمدينة سيهات شرقي السعودية.

## حياته
ولد في الأحساء سنة 1383 هجرية – 1964 ميلادية، كان جده لأبيه الملا ناصر النمر من أشهر خطباء المنبر الحسيني في الأحساء، ووالدُه الملا محمد النمر خطيب حسيني وشاعر، وأخوه أحمد النمر شاعر وأديب، وكذلك أخوه رضوان النمر، واما أخوه جعفر النمر الموسوي فكان فقيه مجتهد تلقى تحصيله العلمي في قم على يد أكابر الفقهاء، وأما أخوه مصطفى النمر فشاعر.
هاجر إلى النجف سنة 1980 لدراسة العلوم الشرعية في الحوزة العلمية، لكنه غادرها بعد بضعة شهور إلى مدينة قم في الجمهورية الإسلامية الإيرانية بعد اشتداد وتيرة القمع لعلماء الحوزة وطلابها وبقي فيها حتى العام 1994 ميلادي، ثم عاد إلى السعودية من أجل الإرشاد الديني.

## دراسته في الحوزة
درس في الحوزة علوماً عدة منها:
أ - العلوم الأدبية على عدد من الأساتذة، منهم:
- السيد عبد الأمير السلمان الاحسائي.
- السيد عدنان الغافلي.
- الشيخ جعفر المبارك القطيفي.
- السيد محمد المروج.

ب – المعقول (المنطق والفلسفة والكلام) على عدد من العلماء، منهم:
- الشيخ عبد الله الدندن (المنطق).
- سماحة الحجة السيد عبد الصاحب الموسوي (الفلسفة).
- الشيخ غلام فياضي (الفلسفة).
- سماحة الفقيه الشيخ علي بناه الاشتهاردي (علم الكلام).

جـ -علم الفقه والأصول بمراحله الثلاث:
المرحلة الأولى عدد من الاساتذة منهم:
- الشيخ رستم الرستم.
- السيد محمد الجلالي.

المرحلة الثانية على عدد من الاساتذة منهم:
- الشيخ نور محمدي.
- الشيخ حسين شب زنده دار.
- آية الله الشيخ حسين الراستي.
- الشيخ باقر الإيرواني.
- محمد رضا الجزائري.
- محمد رضا الجلالي.

المرحلة الثالثة على عدد من الفقهاء:
- محمود الهاشمي الشاهرودي
- الشيخ محمد الفاضل اللنكراني
- السيد أحمد المددي.

د - تفسير القرآن:
- الشيخ عبد الله الجوادي الآملي

هـ - الأخلاق:
- الشيخ علي المشكيني.
- الشيخ حسين المظاهري.

ومجاز بالرواية من عدد من الفقهاء منهم:
- السيد محمد سعيد الحكيم
- الشيخ ناصر مكارم الشيرازي
- الشيخ الفاضل اللنكراني
- الشيخ بشير النجفي

## المؤلفات
له العديد من المؤلفات منها:
- دروس تمهيدية في أحكام الحج.
- دليل الحاج الفقهي (بالاشتراك).
- الجامع لأحكام الحج.
- دروس في البناء (دروس أخلاقية للشباب).
- رسالة في قاعدة نفي الحرج (محاضرات أستاذه آية الله الشيخ اللنكراني).
- منهج التفسير (دروس أستاذه آية الله الجوادي الآملي).
- بحث بعنوان (التقوى والمتقون) نشر في إحدى المجلات.
- التعليم والتربية في نهج البلاغة (تعريب عن الفارسية). طبع في العام 1426 من قبل مؤسسة أم القرى بقم.
- بحث بعنوان (حول الحرية في المنطق القرآني) شارك به في ملتقى القرآن الكريم بسيهات عام 1425 هـ.
- (الصراط المستقيم) سلسلة دروس في شرح وصية النبي ﷺ لأبي ذر (ره)- صادر عن دار الولاء في مجلدين.
- تهذيب التبيان في تفسير القرآن - قيد الإعداد.
- أصول العقائد في نهج البلاغة - دروس أسبوعية تلقى أيام الخميس في مسجد الحمزة بسيهات. قيد الإعداد.
- مكارم الأخلاق - دروس أسبوعية تلقى مساء يوم الأربعاء في مسجد الحمزة بسيهات. قيد الإعداد.
- أحاديث في العلاقة بين الإنسان والقرآن. سلسلة مقالات نشرت في جريدة الوسط البحرينية.
- بحث الإمامة من منظور العلامة الفضلي شارك به في ملف خاص من مجلة الكلمة تكريماً للعلامة الدكتور الشيخ عبد الهادي الفضلي. صدر في ربيع عام 2007 م..
- الإمامة في الإسلام - بحث لم يكتمل ألقي على مسامع عدد من المثقفين 1417 هـ.
- في آفاق الإمامة - ورقة قدمت في ندوة صفوى 1426 هـ
- ورقة عمل بعنوان (البعد الأخلاقي في شخصية العلامة الفضلي) وهو بحث شارك به في مهرجان الفقيه المثقف الذي أقامته اللجنة الثقافية بحسينية الناصر في مدينة سيهات.
- أساليب التربية، تعريب عن الفارسية لمؤلفه السيد مهدي الموسوي الكاشمري 1428 هـ.